# Кетрін Скотт
Кетрін Скотт (англ. Catherine Scott; дошлюбне прізвище — Помалес (англ. Pomales); нар. 27 серпня 1973) — ямайська легкоатлетка, яка спеціалізувалася на спринті та бар'єрному бігу.
Брат — Майкл Блеквуд (нар. 1976) — срібний олімпійський призер (2000) та чемпіон світу в приміщенні (2003) з естафетного бігу 4×400 метрів.

## Спортивні досягнення
Срібна олімпійська призерка з естафетного бігу 4×400 метрів (2000). Фіналістка (5-е місце) олімпійських змагань з естафетного бігу 4×400 метрів (1992). Брала участь в двох олімпійських змаганнях з бігу на 400 метрів з бар'єрами (1996, 2000), на жодному з яких не вдалось потрапити до фінального забігу.
Чемпіонка світу з естафетного бігу 4×400 метрів (2001).
Дворазова срібна призерка чемпіонатів світу в приміщенні з естафетного бігу 4×400 метрів (2001, 2003).
Дворазова срібна призерка чемпіонатів світу серед юніорів з естафетного бігу 4×400 метрів (1990, 1992).
Срібна (2000) та бронзова (1996, 1999) призерка чемпіонатів Ямайки з бігу на 400 метрів з бар'єрами.